# Polarity
Polarity est un jeu de société canadien de Douglas Seaton, édité pour la première fois en 1986. Il s'agit d'un jeu d'adresse basé sur les interactions magnétiques.

## Présentation générale
À son tour de jeu, le joueur doit placer l'un de ses pions en équilibre (le pion étant aimanté, il peut « reposer » sur les champs magnétiques des autres) de façon qu'il reste debout sans déranger le reste du tapis de jeu.

## Résumé des règles
Chaque joueur reçoit en début de partie un lot de 26 pions aimantés, chacun ayant une face noire et une face blanche. On commence par placer l'aimant rouge au milieu du tapis de jeu, puis chaque joueur pose cinq pions de sa couleur à plat sur l'aire de jeu. Un pion posé à plat est appelé une base.
À son tour de jeu, un joueur doit essayer de poser un de ses pions en équilibre près d'une base à sa couleur, sans provoquer de faute. Une faute peut consister à faire sortir un pion de l'aire de jeu, faire tomber un pion qui tenait en équilibre, ou encore faire se regrouper plusieurs pions en piles.
Les différentes fautes entrainent différentes sanctions. Par exemple, si un joueur fait sortir un pion de l'aire de jeu, il le reprend et le remet dans sa réserve. Lorsqu'une faute d'un joueur entraine la formation d'une pile, cette pile est replacée sur le terrain, mais à la couleur de son adversaire.

## Fin du jeu
Il y a différentes manières de terminer une partie :
- si un joueur n'a plus aucune base ou pile sur le terrain de jeu à sa couleur, il perd la partie.
- si un joueur fait se coller un pion à l'aimant central, ou s'il le fait sortir de l'aire de jeu, il perd la partie.
- lorsqu'un des joueurs n'a plus de pions dans sa réserve, la partie s'achève. Chaque joueur compte ses points : un pour chaque pion dans une pile à sa couleur, moins le nombre de pions restant éventuellement dans sa réserve.